# Ojocaliente
Ojocaliente es la cabecera municipal del municipio de Ojocaliente. Se encuentra en el estado de Zacatecas, México. Se encuentra al sureste de la capital del estado de Zacatecas.
Es un municipio con amplias y variadas tradiciones y costumbres como por ejemplo; 
-Feria regional de la Tuna y la Uva 
-Danza de los Matlachines
-Día de la Santa Cruz
-Corridas de toros
-Birria de borrego
Ojocaliente cuenta con la distinción de ciudad histórica obtenida el 25 de julio de 2003 por parte de la sexagésima legislatura del poder legislativo de Zacatecas.